# Чёрный принц (фильм)
«Чёрный принц» — советский художественный чёрно-белый фильм, снятый режиссёром Анатолием Бобровским на киностудии «Мосфильм» в 1973 году. Второй фильм трилогии о милиции про полковника Зорина с Всеволодом Санаевым в главной роли. В фильме звучит песня «Неужели мы заперты в замкнутый круг?» на стихи Владимира Высоцкого в исполнении Валентины Толкуновой.

## Сюжет
Неизвестными совершено дерзкое ограбление квартиры Самохиных. На следующий день найден убитым один из участников преступления. Поначалу подозрение падает на бывшего преступника Тимофея Емцова. После задержания Емцов бежит из-под стражи, чем, казалось, только усугубляет свою вину. Тем не менее, полковник Зорин, которому поручено расследование, разрабатывает вовсе не Емцова, а пытается понять, за чем именно охотились преступники в небогатой квартире.
Выяснив, что владельцем квартиры Самохиных до революции был купец Пузырин, Зорин понимает, что купец-миллионщик, вероятно, сохранил в помещении тайник с какой-то ценностью. Он выходит на Водовозова, сына помощника купца, который знал о тайнике и о сокровище. Оказывается, преступники выкрали уникальный бриллиант «Чёрный принц», убили Водовозова и попытались сбыть камень. При этом Снегирёв по кличке Хряк и Шалыгин подставили Емцова, чтобы именно на него пало подозрение. Подмешав ему в водку снотворное, они добились своей цели. Зорин восстанавливает действительную картину преступления и находит похищенный драгоценный камень. 

## В ролях
- Всеволод Санаев — Иван Сергеевич Зорин, полковник милиции
- Николай Гриценко — Ананий Дмитриевич Мытников, старший товаровед
- Тамара Сёмина — Наталья Дмитриевна Емцова, жена Тимофея Егоровича
- Раиса Куркина — Нина Петровна Самохина
- Владимир Носик — Константин Васильевич Журавлёв, милиционер
- Александр Калягин — Даниил Аркадьевич Бийчук (Даник)
- Павел Панков — Яков Афанасьевич Пузырин, из «бывших», сын купца, владелец бриллианта
- Геннадий Корольков — Тимофей Егорович Емцов (Прыгун)
- Герберт Дмитриев — Алексей Савельевич Снегирёв (Хряк)
- Игорь Кашинцев — Павел Миронович Шалыгин (Жаба)
- Евгений Лисконог
- Дмитрий Масанов — Дмитрий Алексеевич Поливанов, эксперт
- Феликс Яворский — прокурор
- Валентин Ткаченко — сотрудник милиции
- Мария Синельникова — мать Бийчука
- Константин Тыртов — сурдопереводчик
- Юрий Соковнин — жулик, сообщник Бийчука
- Алексей Зайцев — Водовозов, убитый
- Виктор Маркин — Самохин
- Инна Кара-Моско — Люда, официантка

## Съёмочная группа
- Автор сценария: Владимир Кузнецов
- Режиссёр: Анатолий Бобровский
- Оператор: Георгий Куприянов
- Художник: Семён Валюшок
- Композитор: Исаак Шварц
- Звукорежиссёр: Ольга Упейник
- Текст песни «Неужели мы заперты в замкнутый круг»: Владимир Высоцкий
- Исполнение песни: Валентина Толкунова

## «Встань, Хряк!»
В финале фильма полковник Зорин излагает версию преступления в присутствии сотрудников милиции, подозреваемых и свидетелей. Главную роль в преступлении сыграл рецидивист по кличке Хряк, личность которого остается неизвестной до последних минут фильма. В заключение Зорин обращается к одному из присутствующих по имени, а затем твёрдым голосом командует: «Встань, Хряк!» Таким образом, эта фраза становится ключевой в развязке детективной истории.
Реплика стала одной из излюбленных цитат участников движения митьков, и неоднократно встречается в их литературных произведениях.

— Уймись ты, дурачина, сейчас тебе Витька «Встань, Хряк» устроит! —
крикнула из толпы какая-то баба в мухояровой душегрейке.
— Владимир Шинкарёв. «Папуас из Гондураса»

## Критика
В журнале «Советский экран» указывалось, что фильм «занимателен, и интрига его точна, и детали выверены».
Кинокритик Валентин Михалкович писал, что фильм привлекает «правдой изображаемого — правдой человеческой, нравственной». Он отмечал эволюцию облика полковника Зорина, который «оказывается вовсе не лишённым юмора, способным иронизировать». При этом «душевный склад полковника у В. Санаева, играющего удивительно вдумчиво, не на ситуациях, а на их аналитическом осмыслении, кажется и самостоятельным, не зависящим от предложенных обстоятельств и в то же время идеально с ними гармонирует».
Кинокритик Всеволод Ревич также отмечал, что характер главного героя был развит по сравнению с предыдущим фильмом трилогии.